# Kvinnans värld
Kvinnans värld är en amerikansk film från 1954 i regi av Jean Negulesco.

## Handling
Ernest Gifford skall utse en ny chef för sitt bolag Gifford Motors. Han bjuder in tre lägre chefer och deras fruar till högkvarteret i New York för att på så sätt kunna välja ut en. Paren Baxter och Burns äktenskap sätts nu på prov. Fruarna Katie och Elizabeth är rädda för hur deras förhållanden ska påverkas om någon av deras män, Sid eller Bill blir valda. Jerry Talbots fru Carol däremot vill gärna att hennes man får positionen och hon är mot Jerrys vilja villig att använda hela vidden av sin naturbegåvning för att så skall ske.

## Rollista
- Clifton Webb - Ernest Gifford
- June Allyson - Katie Baxter
- Van Heflin - Jerry Talbot
- Lauren Bacall - Elizabeth Burns
- Fred MacMurray - Sid Burns
- Arlene Dahl - Carol Talbot
- Cornel Wilde - Bill Baxter
- Elliott Reid - Tony Andrews
- Margalo Gillmore - Ewelyn Andrews
- Alan Reed - Tomaso